# Vergilius Romanus

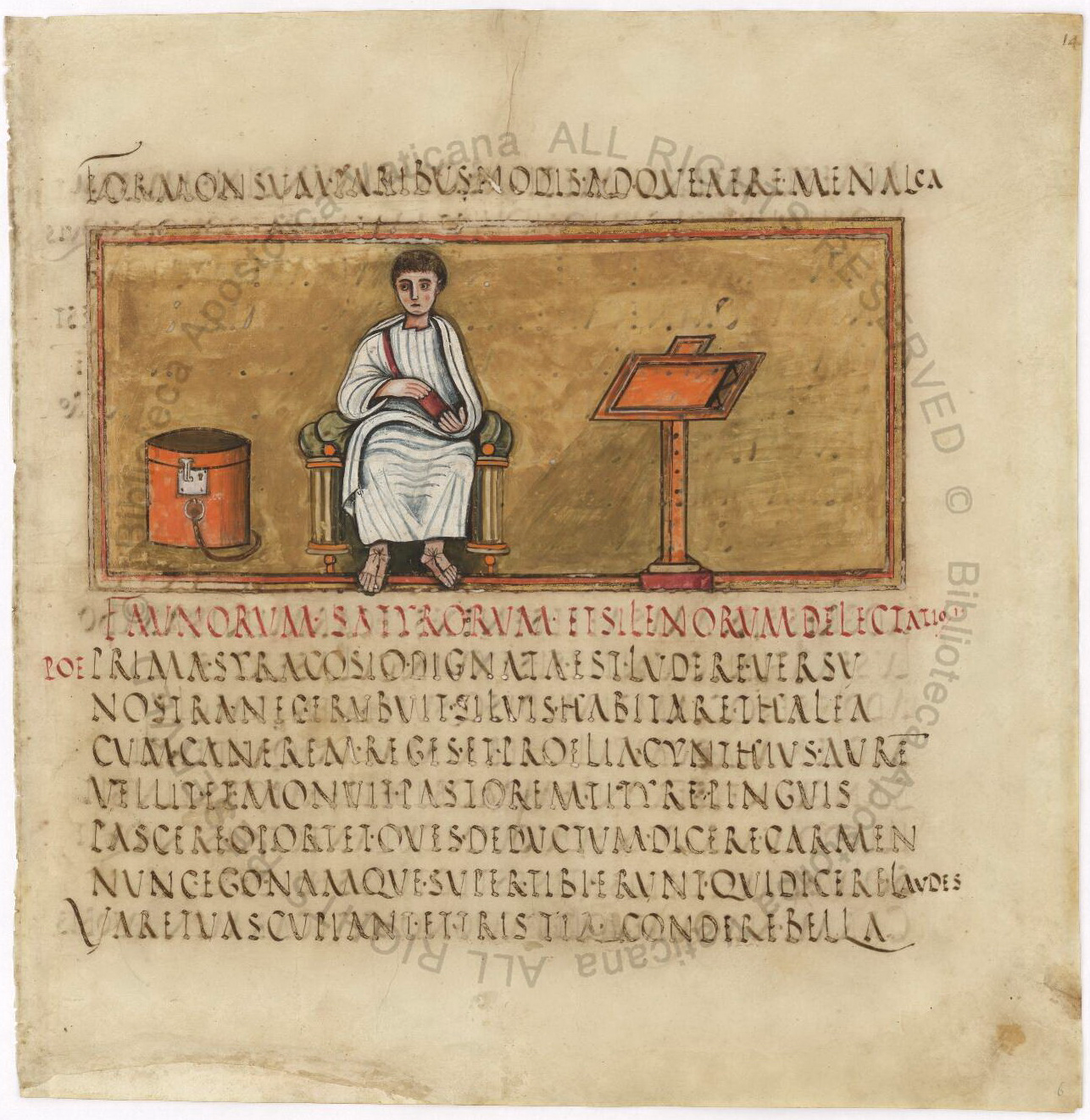
Vergilius Romanus, folio 14 recto: Anfang der 6. Ekloge mit einer Darstellung des Dichters Vergil

Der Vergilius Romanus ist eine in Capitalis rustica geschriebene, illuminierte Handschrift des 5./6. Jahrhunderts mit Texten des Dichters Vergil. Die 19 erhaltenen Illustrationen sind ein wertvolles Zeugnis der Entwicklung von der altrömischen Kunst zur mittelalterlichen Buchmalerei.

## Besitzgeschichte

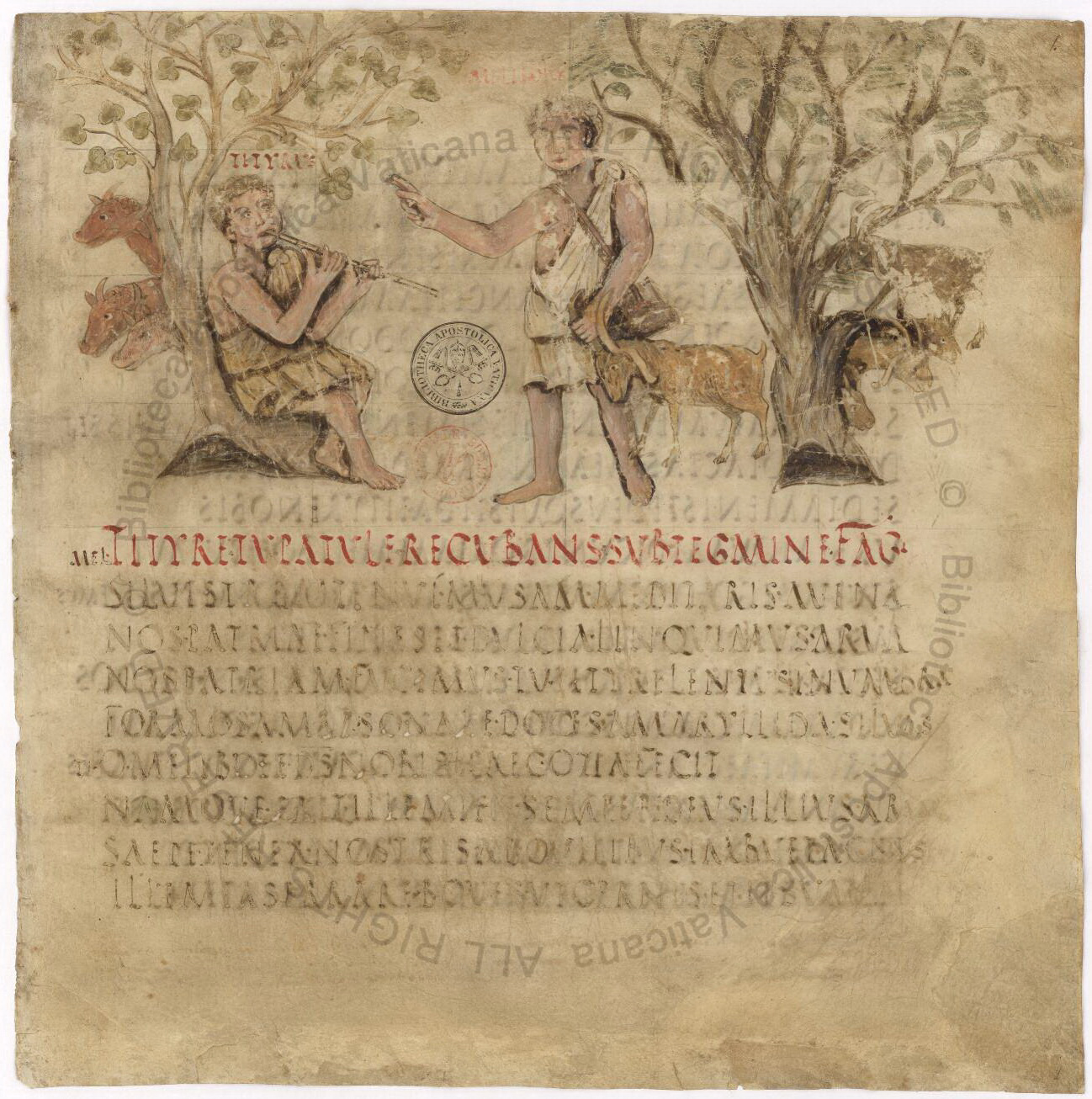
Folio 1r: Die erste beschriebene Seite des Manuskripts mit dem Anfang der 1. Ekloge

Einem Besitzeintrag aus dem 13. Jahrhundert zufolge (Iste lib[er] est b[eat]i dyon[ysii]) gehörte der Pergamentcodex einst der Bibliothek der Abtei St-Denis. Aus dem Besitz des Humanisten Gianpietro Valeriano (genannt Pierius) gelangte er später auf unbekanntem Wege in die Biblioteca Apostolica Vaticana, wo er heute unter der Signatur BAV, Vaticanus latinus 3867 aufbewahrt wird.
Der Entstehungsort der Handschrift ist umstritten; vermutlich liegt er im Osten des römischen Reiches.

## Beschreibung
Der auf 309 von ursprünglich etwa 385 Blättern erhaltene Codex umfasst die Aeneis, die Georgica und einen Teil der Eclogae des Vergil:
Fol. 1r–18v: Eclogae; fol. 18v–73v: Georgica; fol. 75r–309v: Aeneis.
Den einzelnen Büchern der Aeneis sowie dem zweiten und dritten Buch der Georgica ist auf jeweils einer Seite eine kurze Inhaltsangabe (argumentum) in Hexametern vorangestellt. Die argumenta zur Aeneis bestehen aus je 11 Versen (davon dient jeweils 1 Vers als Überschrift), die beiden Georgica-argumenta aus je 4 Versen.

### Seitenlayout und Schrift

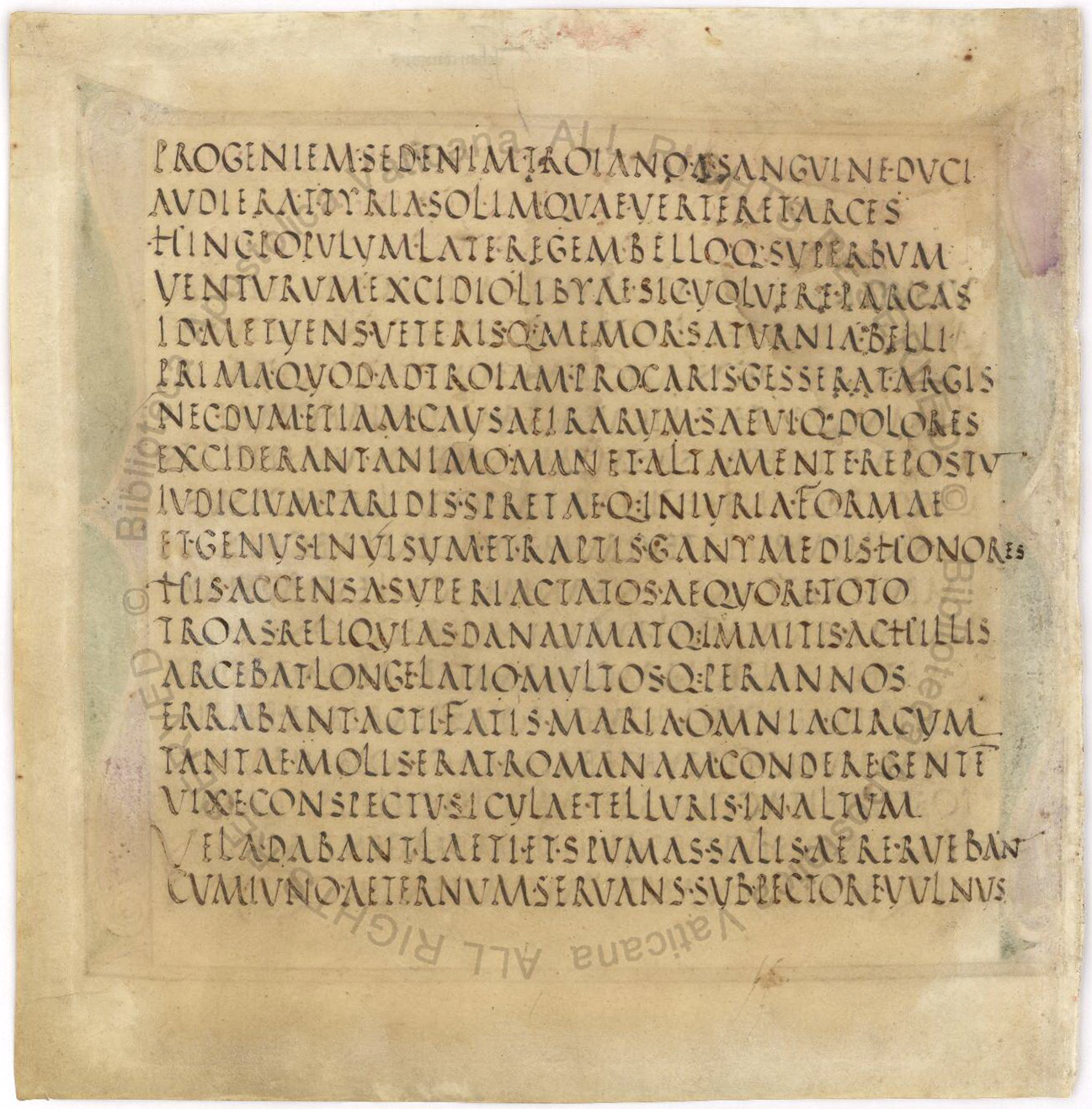
Fol. 78v: Die zweite Seite der Aeneis mit den Versen 1,19–36: Progeniem sed enim Troiano a sanguine duci / audierat Tyrias olim quae verteret arces; / hinc populum late regem belloque superbum / venturum excidio Libyae; sic volvere Parcas. …

Das Seitenlayout mit einer Seitenhöhe von ca. 33 cm und einer Breite von ca. 32 cm, nahezu quadratischem Schriftspiegel mit nur 18 Versen pro Seite und breiten Seitenrändern korrespondiert mit der monumentalen Wirkung der sorgfältig ausgeführten Capitalis rustica. Der Schreiber verwendete mehrfach Kontraktionskürzungen nach Art der christlichen Nomina sacra.

### Illustrationen

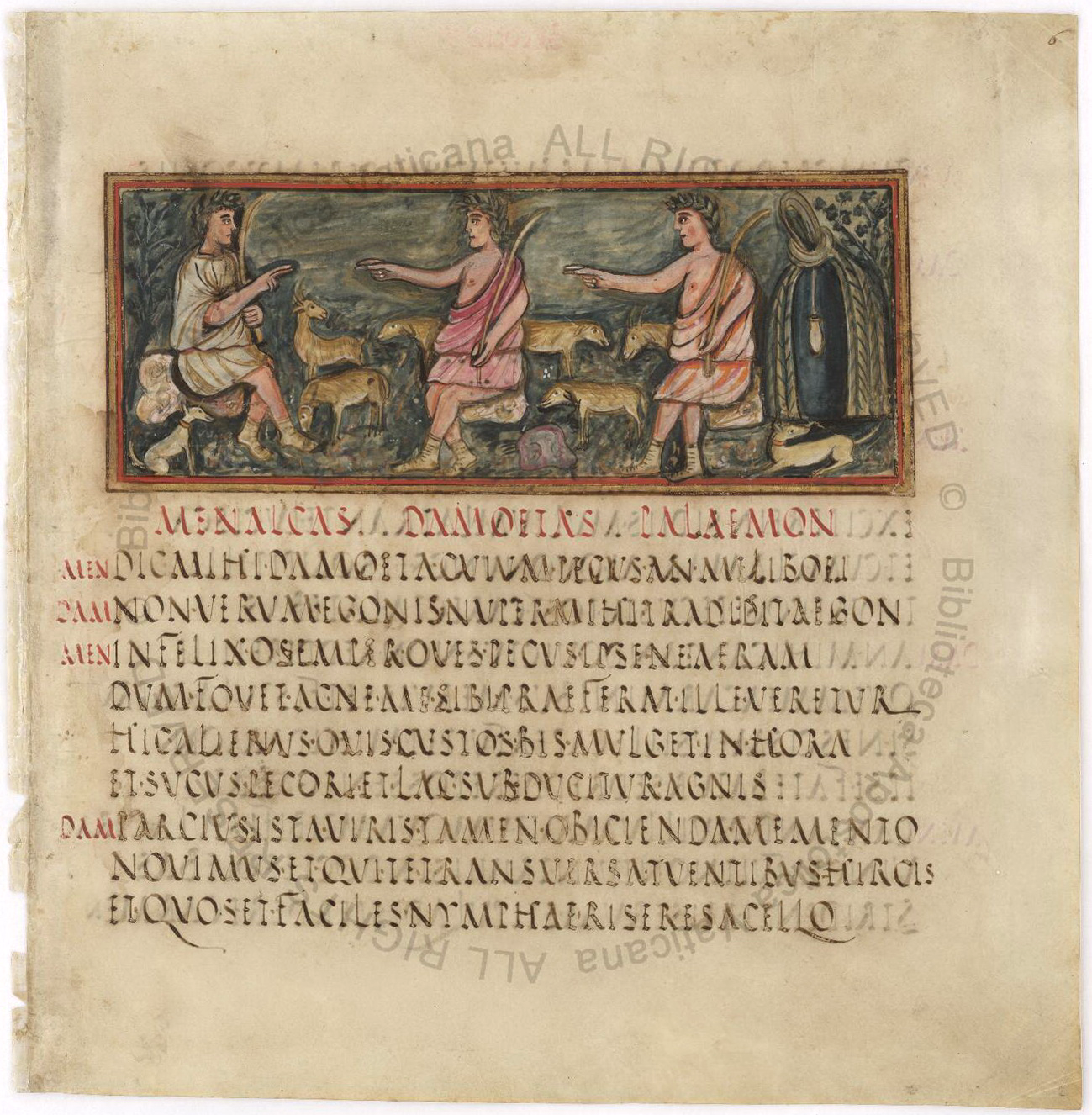
Fol. 6r: Illustration zur 3. Ekloge. Die ausgestreckten Finger bedeuten, dass die Personen sprechen.

Von besonderer Bedeutung ist die Handschrift durch die 19 erhaltenen Miniaturen (7 zu den Eclogae, 2 zu den Georgica und 10 zur Aeneis), die als Hauptwerke der spätantiken Buchmalerei gelten und zur Untersuchung der Verbindung der Kunst der Antike und der mittelalterlichen Buchmalerei herangezogen werden.
Die Illustrationen des Vergilius Romanus weisen zwar noch Stilmerkmale der antiken Maltradition auf, wie man sie z. B. im Manuskript des Vergilius Vaticanus erkennen kann, das um 400 entstand; jedoch deutet der Romanus die Abwendung von diesem klassischen Formenkanon an. Die beiden Werke mit Illustrationen zu Vergil können im Vergleich die Weiterentwicklung einer durch den Vergilius Vaticanus vertretenen Buchillustration der Antike zur mittelalterlichen Buchmalerei zeigen.

### Erhaltungszustand
In der heute vorliegenden Form enthält der Codex noch gut 80 % der Verse der Georgica und der Aeneis sowie knapp 70 % der Eklogen. Insgesamt muss etwa ein Fünftel der ursprünglich vorhandenen Blätter im Laufe der Jahrhunderte verloren gegangen sein.
Von den Büchern 2 und 3 der Aeneis liegen nur noch wenige Seiten vor, von Buch 4 das erste Drittel. Ein Bild zum 3. Buch ging wohl verloren: Der Vergleich mit den Büchern 2 und 4 lässt vermuten, dass wenigstens eines existierte. Auch zum 5. Buch könnte ein Bild vorhanden gewesen sein, das nun fehlt.
Zu den Büchern 6, 9, 11 und 12 der Aeneis enthielt der Codex vermutlich auch im Neuzustand keine Illustrationen: Die ersten Seiten dieser Bücher sind erhalten, und hier wären allfällige Bilder platziert worden. Denn alle noch vorhandenen Illustrationen zu Aeneis und Georgica sind jeweils einem Buch vorangestellt, zwischen argumentum und Textanfang.

## Illustrationen zu den Georgica
Zwei Bilder (folio 44 verso, folio 45 recto) sind dem dritten Buch der Georgica vorangestellt, welches der Tierzucht und -pflege gewidmet ist. Die Anfänge der anderen drei Bücher sind erhalten, ohne Illustrationen: Vermutlich enthielt der Codex also auch im Neuzustand keine weiteren Bilder zu den Georgica.

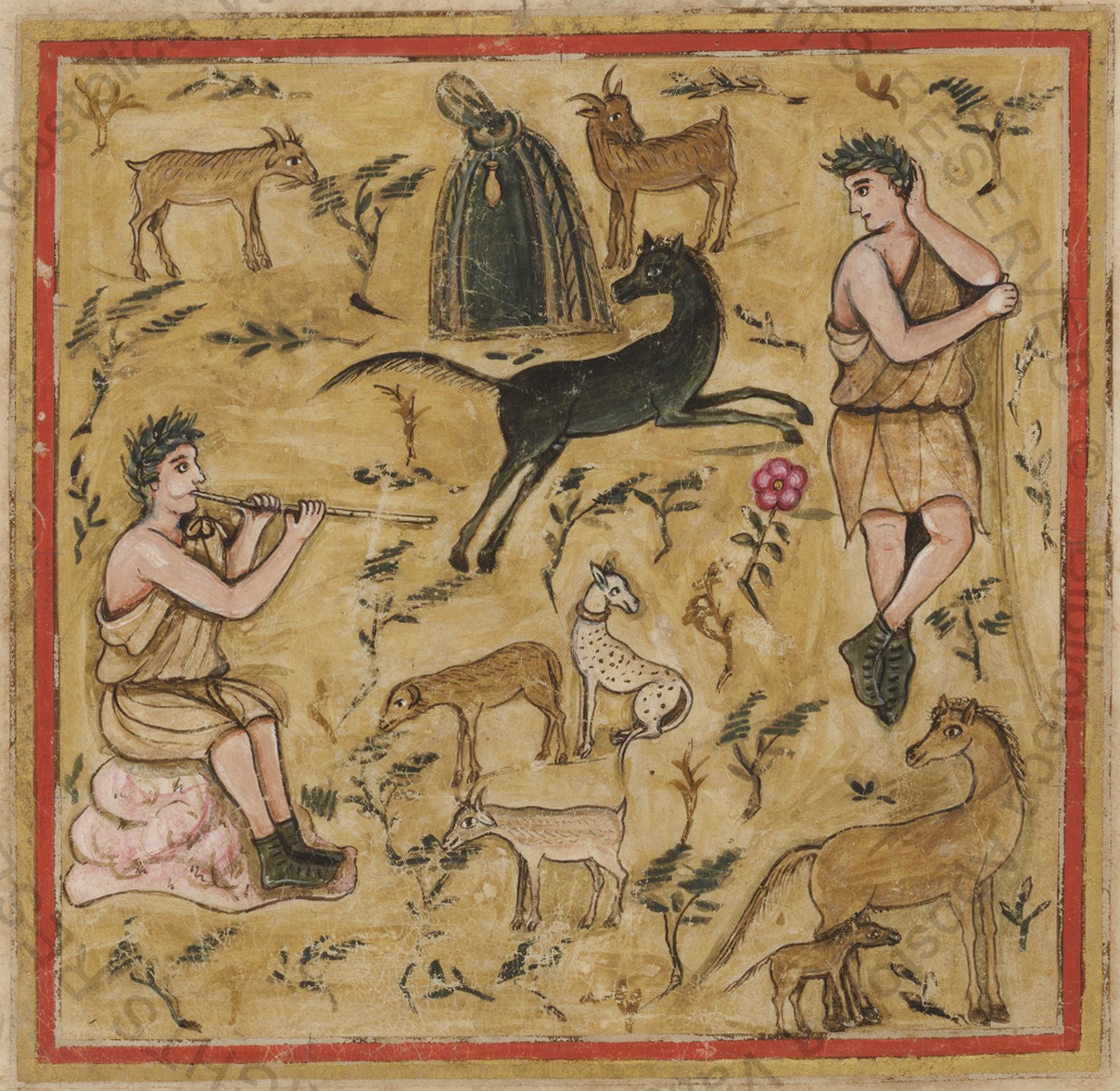
Fol. 44v
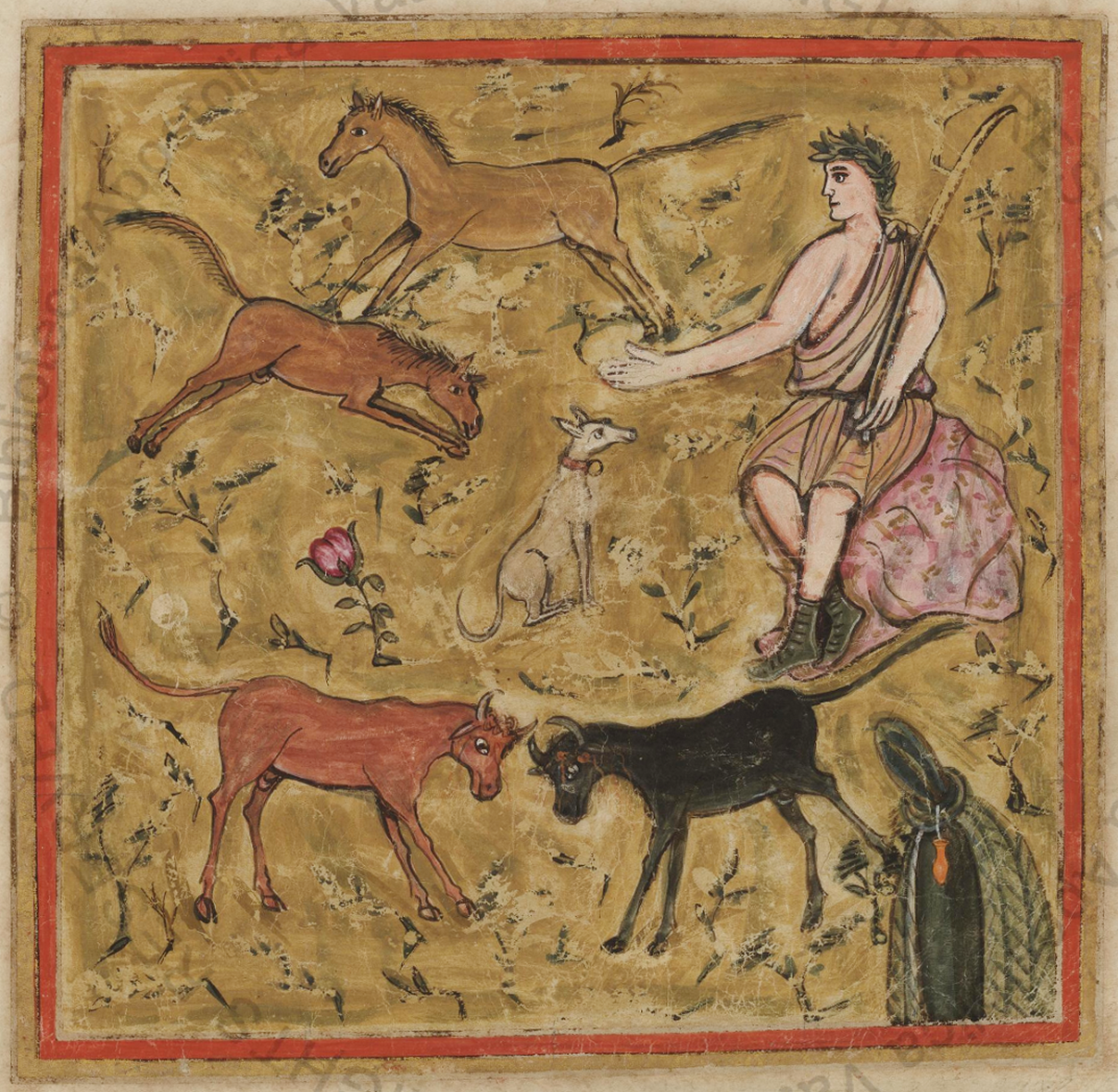
Fol. 45r

## Illustrationen zur Aeneis
Fol. 74v
Das „Titelbild“ zur Aeneis ist dem argumentum des ersten Buches vorangestellt. Die Göttin Venus erscheint ihrem Sohn Aeneas; die beiden sprechen miteinander, wie die ausgestreckten Finger zeigen. Oben links ist ein Tempel dargestellt, unten rechts ein Köcher voller Pfeile.
Die Szene entspricht am ehesten der Übergabe von Rüstung und Waffen (angefertigt von Venus’ Ehegatten, dem Götterschmied Vulcanus) im 8. Buch der Aeneis. Dort zeigt sich die Göttin ihrem Sohn aetherios inter … candida nimbos, „glanzhell in ätherischen Wolken“. (Aen. 8,608–625.)
Fol. 76v
Die erste von zwei Illustrationen zu Buch 1 zeigt die drei Parzen – die Hüterinnen des Schicksals, denen sich kein anderer Gott widersetzen kann. Sie werden in Vers 22 erwähnt: …; sic volvere Parcas. (Sinngemäß übersetzt:) „…; so hätten es die Parzen verfügt.“ (Kontext: Siehe Bild oben im Abschnitt „Seitenlayout und Schrift“.)
Im Vordergrund sind Ähren und goldene Ringe als Symbole für Glück und Wohlstand dargestellt. Einen Hinweis darauf, was die Tötung des Lamms durch Schlange oder Messer bedeuten könnte, geben die Worte Jupiters im 10. Buch der Aeneis (Vers 113): Fata viam invenient. „Das Schicksal wird einen Weg finden.“
Fol. 77r
Juno, die Erzfeindin der Trojaner, entfacht einen furchtbaren Sturm, der die kleine Flotte von Aeneas zerschlägt und an die nordafrikanische Küste bei Karthago treibt. (Aeneis 1,50–173.)
Die Winde blasen, wie es Juno befohlen hat, während sie selbst für Blitze sorgt. Aeneas erhebt die Hände zum Himmel und preist diejenigen glücklich, die kämpfend vor Trojas Mauern sterben durften (Verse 93–101). Der Meeresgott Neptunus, welcher den Trojanern wohlgesinnt ist, wird schließlich dem Sturm ein Ende setzen (Verse 124–156).
Gut erkennbar sind die Rammsporne der Moneren und eines der beiden Steuerruder von Aeneas’ Schiff.
Fol. 100v
Die erste von zwei Illustrationen zu Buch 2: Aeneas (links) und Cupido (Amor), den Venus an die Stelle von Aeneas’ Sohn Ascanius versetzt hat, genießen das Gastmahl bei Karthagos Königin Dido. Nach römischer Sitte liegen sie auf dem Triclinium an einem kleinen Tischchen und lassen sich bedienen.
Während Cupido zuhört und Dido in seinen Bann schlägt, unterhalten sich die Gastgeberin und Aeneas angeregt. Bald beginnt dieser auf ihre Fragen hin vom Untergang Trojas und seiner Flucht aus der brennenden Stadt zu erzählen. (Aeneis 1,695–2,13.)
Fol. 101r
(Aeneas erzählt:) Der Grieche Sinon wird zum trojanischen König Priamus geführt, mit auf den Rücken gebundenen Händen. Er ließ sich von Hirten gefangen nehmen und gibt sich als Flüchtling aus.
In Wirklichkeit will Sinon im Auftrag der griechischen Heerführer die Trojaner mit einer Lügengeschichte in Sicherheit wiegen und sie dazu bewegen, das hölzerne Pferd als angeblich heilbringende Opfergabe in die Stadt zu ziehen. (Aeneis 2,57–198.)
Fol. 106r
Das einzige Bild zum 4. Buch: Dido und Aeneas wurden während eines Jagdausflugs von einem Gewitter überrascht und haben in einer Höhle Zuflucht gefunden; die Jagdgefährten suchen Schutz unter Bäumen oder unter ihren Schilden.
Die Hauptpersonen kommen einander sehr nahe, wie es Venus und Juno (die Beschützerin Karthagos) vereinbart haben, da beide Göttinnen eine möglichst enge Verbindung von Dido und Aeneas für zweckdienlich halten. Dabei ignorieren sie das unausweichliche Schicksal: Dem Aeneas ist es bestimmt, eine Stadt in Italien zu gründen. (Aeneis 4,90–172.)
Fol. 163r
Die Illustration zum 7. Buch: Die Trojaner sind nach langen Irrfahrten endlich in Latium angekommen und haben friedlichen Kontakt mit König Latinus aufgenommen. Doch Juno beauftragt die Furie Allecto damit, einen Krieg zu entfachen. Allecto sorgt nun unter anderem dafür, dass Aeneas’ Sohn Ascanius auf der Jagd einen zahmen Hirsch erlegt, der den Landbewohnern lieb ist. Daraufhin greifen diese die Trojaner an; es kommt zum ersten Gefecht. (Aeneis 7,475–510.)
Die Medaillons am Himmel zeigen die Jagd- und Mondgöttin Diana und vermutlich ihren Zwillingsbruder Apollo, der auch mit dem Sonnengott gleichgesetzt wurde.
Fol. 188v
Das Bild ist vor dem 8. Buch platziert; in diesem kommt es aber noch nicht zu einer Schlacht. Offenbar markiert die Illustration einfach den Beginn des kriegerischen Teils der Aeneis und fasst alle kommenden Kämpfe zusammen.
Trojaner und Rutuler/Latiner stehen sich nun als Feinde gegenüber. Vorne links ist Aeneas am purpurfarbenen Mantel und am vertrauten Helm zu erkennen (vgl. Ascanius im vorangehenden Bild); sein Gegenspieler ist Turnus, der König der Rutuler. Im Vordergrund liegt wieder ein Köcher, wie bereits im vorangehenden Bild und im ersten Bild zur Aeneis.
Fol. 234v
Am Anfang des 10. Buches der Aeneis beruft Jupiter eine Götterversammlung ein. Er ermahnt die übrigen Götter, nicht in den Konflikt zwischen Trojanern und italischen Völkern einzugreifen. (Aeneis 10,1–117.)
Die erste von zwei Illustrationen zeigt Jupiter zusammen mit zwei weiteren neutral eingestellten Göttern und den beiden Hauptfeindinnen der Trojaner. Von links nach rechts: Minerva, Mercurius (mit Hermesstab), Jupiter, Vulcanus, Juno. Juno hat gerade das Wort ergriffen, wie ihre ausgestreckten Finger andeuten.
Fol. 235r
Das zweite Bild zeigt die Gottheiten, die den Trojanern freundlich gesinnt sind: (v. l. n. r.) Diana (mit Köcher und Bogen), Apollo (mit Lorbeerkranz), Neptunus (mit Fisch und Dreizack), Venus, Mars. Nach der Darstellung ihrer Hände zu urteilen, setzen sich Venus und ihr Liebhaber gerade einträchtig für die Trojaner ein. In Vergils Versen hält Venus allein eine längere Rede (Aen. 10,18–62), worauf Juno kontert (10,63–95).
Johann Heinrich Voß fasst den Ablauf der Götterversammlung lakonisch so zusammen: „Jupiter, nachdem er Venus und Juno umsonst zur Friedfertigkeit ermahnt hat, schwört, dass er ohne Teilnahme den Krieg dem Schicksal überlasse.“ Jupiters letzte Worte sind: Rex Iuppiter omnibus idem. / Fata viam invenient. „Jupiter ist für alle gleichermaßen König. Das Schicksal wird einen Weg finden.“ (Aeneis 10,112–113.)

## Faksimile
- Vergilius Romanus. Codice vaticano latino 3867, conservato nella Biblioteca Apostolica Vaticana (= Codices e Vaticanis selecti. Band 66). Jaca Book, Mailand / Belser, Zürich 1985–1986 (Faksimile und Kommentarband).